# Niels Henrik Lynge
Jørgen Niels Henrik Hans Lynge (* 6. September 1937 in Qaqortoq) ist ein grönländischer Journalist, Übersetzer und Musiker.

## Leben
Niels Henrik Lynge ist der ältere Sohn des Schriftstellers Hans Lynge (1906–1988) und seiner Frau Marie Louise Mathilde Lund (1904–1996). Seine Mutter war die Tochter des Dichters Henrik Lund (1875–1948) und von Karoline Malene Justine Haldora Egede (1878–1979). Sein Großvater väterlicherseits ist Niels Lynge (1880–1965). Niels Henriks jüngerer Bruder ist der Politiker Torben Emil Lynge (1940–2023). Die Schriftstellerin Nauja Lynge (* 1965) ist seine Nichte. Er ist verheiratet mit der Politikerin Laannguaq Lynge geb. Vahl (* 1943), mit der er drei Söhne hat: Pavia Josef (* 1967), Mads David (* 1970) und Hans Kristian (* 1971).
Niels Henrik Lynge wuchs in Qaqortoq, Narsaq, Maniitsoq und in Dänemark auf. Von 1954 bis 1958 besuchte er die Realschule, begann in Frederiksberg zu studieren und wurde anschließend an der dänischen Journalismushochschule ausgebildet. Er begann auf Einladung von Kristoffer Lynge in der dänischen Abteilung von Kalaallit Nunaata Radioa (KNR) zu arbeiten, wo er Sendungen machte. 1972 wurde er in Grönland angestellt, wo er unter anderem die Bevölkerung zum EG-Mitgliedschaftsreferendum in Grönland 1982 informierte. Bis 1982 war er als Programmmitarbeiter für die Themen Musik, Kultur und Natur tätig. 1979 stand er dem neugegründeten Regionalradiosender KNR Kujataata Radioa vor. Ab 1986 war er als Fernsehjournalist beim KNR tätig. Auch dort fokussierte er sich auf die Themen Kultur und Natur. Er war als Auslandsreporter tätig und drehte Fernsehsendungen aus ganz Nordamerika, aber auch beispielsweise von den Galápagos-Inseln, aus Pakistan und Australien. Seine Sendungen waren in Grönland äußerst populär.
2004 ging er nach über 30 Jahren Radio- und Fernsehtätigkeit in Rente, blieb dem KNR aber in Freiwilligkeit erhalten und betätigte sich als Übersetzer vom Englischen ins Grönländische, schrieb aber auch Lieder.
Für seine Arbeit erhielt Niels Henrik Lynge am 28. Dezember 2004 den Nersornaat in Silber. 2011 erhielt er den Umwelt- und Naturpreis der Regierung für seine aufklärerische Arbeit zugunsten des Umweltbewusstseins der Grönländer. Im Jahr 2017 wurde ihm der grönländische Kulturpreis verliehen.